# Lubich & Davidsen
|  | Denne artikel er oprettet af botten Steenthbot ud fra en ekstern database. Den kan derfor have sproglige fejl eller mangler. Denne skabelon kan fjernes efter kontrol af indholdet. |

Lubich & Davidsen er en dansk kortfilm fra 2014 instrueret af Sara Lubich.